# 러브, 비하인드
《러브, 비하인드》(영어: Celeste and Jesse Forever)는 2012년 공개된 미국의 로맨틱 코미디 드라마 영화이다. 러시다 존스와 윌 매코맥이 공동 각본을 쓰고, 리 톨런드 크리거가 연출하였으며, 존스와 앤디 샘버그가 주연을 맡았다.

## 줄거리
설레스트와 제시는 고등학생 시절 만나 일찍 결혼했다가 이혼을 목표로 별거에 들어간다. 하지만 친구로 남기로 하면서 두 사람은 예전처럼 어울리고, 주변 친구들은 둘이 아직 제대로 헤어질 준비가 되지 않았다고 우려한다. 둘은 이를 부정하지만 제시는 사실 설레스트와 재결합하고 싶어한다.
그러나 둘이 다시 잘될 가능성이 없다는 걸 깨달은 제시는 버로니카와 만나기 시작한다. 곧 버로니카가 임신한 사실이 밝혀지자 설레스트는 동요하며 미련을 보이는데...

## 출연
- 러시다 존스 - 설레스트 마틴, 미디어 회사를 경영하는 성공한 유행 분석·예측가 역
- 앤디 샘버그 - 제시 에이브럼스, 무직 상태인 화가 역
- 일라이자 우드 - 스콧, 설레스트 동업자 역
- 에마 로버츠 - 라일리 뱅크스, 설레스트 고객인 십대 팝스타 역
- 에릭 크리스천 올슨 - 스티브 터커, 주인공들 친구 역
- 아리 그레이너 - 베스, 주인공들 친구, 스티브 여자친구 역
- 윌 매코맥 - 스킬즈, 주인공들 친구, 대마 판매상 역
- 크리스 메시나 - 폴, 설레스트가 요가 수업에서 만난 남자, 금융 전문가 역
- 리치 서머 - 맥스, 설레스트 데이트 상대 역
- 매슈 델네그로 - 닉 머랜, 설레스트 데이트 상대, 사진작가 역
- 래피 게이브런 - 루퍼트 베이츠, 설레스트 데이트 상대, 모델·배우 역
- 크리스 덜리아 - 백설공주 복장을 한 파티 참석자 역
- 크리스 파인 - 로리 셰넌도어 역
- 저넬 패리시 - 서배너 역
- 레베카 다얀 - 버로니카 역
- 루이자 켄드릭 - 설레스트의 변호사 역
- 롭 휴블 - 사업가 역
- 세라 라이트 - 신부 들러리 역
- 어맨다 매클라클런 - 신부 들러리 역
- 로런 샌체즈 - 뉴스 보도 기자 역
- 안드레아스 베케트 - 독일인 아나운서 역
- 제시카 조피 - 영업 사원 역
- 레니 제이컵슨 - 피터 팬 역
- 애슐리 다울링 - 바텐더 역
- 조엘 마이클리 - 게이 1 역
- 필립 파벨  - 게이 2 역
- 제이슨 앤툰 - 젊은 남성 역

## 기타 제작진
- 공동 제작: 데이비드 뷸로, 데이비드 그레이스
- 협력 제작: 셔자드 더바니, 스테퍼니 존슨, 노아 스톨
- 섭외: 앤절라 데모, 바버라 J. 매카시
- 미술: 이언 필립스, 조지프 옥스퍼드
- 의상: 줄리아 캐스턴
- 분장: 테리사 베스트
- 분장팀: 롭 피츠, 호제이 자모라
- 헤어: 줄리아 팹워스
- 제작 관리: 니컬러스 델메니코, 태드 드리스컬
- 조감독: 셔자드 더바니
- 음향 감독: 데이비드 바버